# Фермионный конденсат
Фермионный конденсат — шестое состояние вещества (после таких состояний как твёрдое тело, жидкость, газ, плазма и конденсат Бозе-Эйнштейна).
Фермионный конденсат был открыт Деборой Джин, Маркусом Греинером и Синди Регал в 2003 году. Для этого они охладили 500 тысяч атомов калия до температуры 5×10−8 Кельвин в переменном магнитном поле. В этих экспериментах изменяемое со временем магнитное поле было приложено к фермионным атомам, что вынуждало их объединиться в бозонные молекулы. Фермионы имеют полуцелый спин (1/2, 3/2, 5/2 и т. д.), в то время как у бозонов спин целочисленный (1, 2, 3 и т. д.). Спины двух частиц складываются, поэтому молекула, содержащая два фермионных атома, превращается в бозон. Однако теперь выясняется, что даже если два фермиона и не связаны в одну молекулу, а просто движутся вместе неким коррелированным образом, то есть, образовав куперовскую пару, то эта пара уже может вести себя подобно бозону и подвергаться конденсации Бозе-Эйнштейна. В то же время это наиболее «эфемерная» форма конденсации из всех, которые наблюдались к настоящему времени.
При получении сверхнизкой температуры, необходимой для этого эксперимента, было использовано комплексное воздействие на газ при помощи лазерного излучения и магнитного поля. Когда атомы находятся в магнитной ловушке, изменение их температуры может контролироваться с точностью до стомиллиардных долей Кельвина. Для лазерного охлаждения лучше всего подходят металлы из первой группы таблицы Менделеева. И наибольший успех был достигнут в работе с литием и калием.
О практическом применении нового открытия говорить ещё рано, но свойства фермионного конденсата таковы, что с большой вероятностью в будущем возможно будет получить соединения, сохраняющие свойства сверхпроводимости при комнатной температуре.